# 옥쇄
옥쇄(玉碎)는 옥처럼 아름답게 깨져 흩어짐, 즉 지도층이 제창하는 대의·명예 따위에 목숨을 바쳐 깨끗이 죽음을 뜻한다.
태평양전쟁(대동아전쟁)의 전선에서 일본군 부대가 섬멸(부대의 10할(전 부대 소멸) 상실)되었을 때 그것을 표현하는 말로서 대본영발표 시 사용되었다. 대의어로서는 와전(瓦全), 전전(甎全)이 있으며 모두 무위하게 생을 연명한다는 뜻을 갖는다.
중국의 고사 〈원경안전〉(元景安伝)에 기술된 "大丈夫寧可玉砕何能瓦全(→용사라면 기왓장으로 무사히 생을 연명하기보다 차라리 옥이 되어 깨지는 편이 낫다)"을 어원으로 둔다.
사이고 다카모리는 이 고사에 입각하여 다음과 같은 시를 썼다.
幾歴辛酸志始堅(몇 번이고 신산을 견뎌 뜻을 시작하여 굳히고)

丈夫玉砕恥甎全(장부는 옥쇄를 각오하여도 전전을 부끄러워 하노라)
또한 1886년(메이지 19년) 발표된 군가 〈적은 기만〉에는 다음과 같은 가사가 씌어 있다.
 瓦となりて殘るより 玉となりつつ砕けよや

 
기와로나마 살아 부지함보다 차라리 옥이 되어 부서져보자

## 유래
'옥쇄', '와전'이라는 말 자체는 당대에 편찬된 《북제서》의 열전 제삼십삼(원경안)에 보인다. 이 책에 고사는 이하와 같이 씌어 있다.
원경호와 원경안은 북위의 제실 '원'씨의 핏줄을 이은 사촌지간이다(여기서 '경'은 돌림자). 북위가 멸망하고 고양이 즉위하여 북제가 건국되자 '원'씨 일가의 대부분은 학살을 면치 못했다. 그러나 재빠르게 귀순하여 무공을 세운 경안은 북제의 제실과 같은 '고(高)'성을 내려받아 북제를 섬기는 것을 허락받았다. '원'씨 일가는 경안처럼 '고'성을 내려받아 생을 부지하고 싶다고 이야기를 나누었다. 그러자 경호가 말했다. "어찌하여 본래의 종족을 버리고 다른 성을 좇아 따를 수 있단 말인가. 어엿한 남자라면 옥이 부서지듯 명예와 존엄을 보지하며 죽을 일이지 명예와 존엄을 버려 기왓장 같은 하잘것없는 것으로서 일생을 마치는 것은 아니될 일이다(豈得棄本宗、逐他姓。大丈夫寧可玉砕、不能瓦全)." 경안이 이 말을 현조(고양)에게 보고하자마자 경호는 금방 붙잡혀 죽임을 당하고 가족은 팽성으로 이주를 당했다. 경안 홀로 '고'성을 내려받은 것은 이에 기인한다.

## 태평양전쟁에서

### 배경
옥쇄의 발생에 대하여 '전진훈'이라 불리는, 1941년 1월 8일 육군대신 도조 히데키의 시달에 의한 훈령(육훈일호) 가운데 일절, 즉 "살아 포로의 치욕을 당하지 아니하고"라는 말과의 관계가 곧잘 지적된다.
다만 실제로는, 쇼와에 들 무렵부터 포로로 사로잡힐 바에야 전사 내지 자결해야 한다는 감각이 강해졌다. 모름지기 본대 지휘관은 상관의 명령을 어기고 자기 판단으로 항복이나 철퇴하는 것이 불가했고, 그러할 권한도 없어 상관의 허가 없이 부득이 항복이나 철퇴했을 시 자신의 책임으로 처리되었다. 적 앞에서 제멋대로 그와 같은 행동을 했을 시 최고형이 사형에 이르는 항명죄를 물을 가능성이 있었다. 일본군은 그때까지 패전한 경험이 없었기에 일단 전투에서 졌을 시 상관들의 체면이나 국민에 대한 패전 은폐를 위해 자결·옥쇄가 강요된 면을 부정하기 어렵다. 이미 1939년 노몬한 사건 때 전선에서 철퇴한 부대의 장교의 대다수가 자결을 강요받은 바 있다. 또한 소련군에 사로잡힌 후 일본 측으로 반환된 포로 역시 패전의 은폐를 위해 장교들은 자결을 강요당하고, 하사관·병졸들은 모종의 처분을 받아 개중에는 일본으로 돌아오지 못하고 소식이 끊긴 자도 많았다. 이 무렵에는 아직 전진훈이 나오지 않았다.
그러나 오히려 그러한 분위기 속에 있었으니만큼 훗날 나온 전진훈의 일절이 장병이 항복하지 않고 옥쇄나 자결을 행하는 사태나 움직이지 못하는 부상병을 살해하는 일의 일반화로 이어졌다 할 수 있다. 사이판이나 오키나와전에서의 민간인 주민의 집단자결 발생 역시 전진훈이 배경이 되었다 한다.

### 전기
태평양전쟁 당시 일본에서 '옥쇄'라는 표현이 처음으로 공식발표에서 쓰인 것은 1943년 애투섬 옥쇄이지만, 군대 내부에서는 문장 등에서 이전부터 사용례가 보인다.
예컨대 1942년(쇼와 17년) 2월 제1차 바탄반도 전투에서는 기무라 부대로부터 사단사령부에 "제1 대대는 옥쇄코자 함(第一大隊ハ玉砕セントス)"라는 전문이 보내졌었다. 또한 공간전쟁사(公刊戦史)에 있어서는 1942년(쇼와 17년) 12월 8일 뉴기니 전선의 고나에서의 바사부아 수비대의 옥쇄를 기록, 이어지는 연합군의 공격에 의해 1943년(쇼와 18년) 1월 2일에는 같은 뉴기니 전선에서 부나의 육해군수비대가 옥쇄하였으나, 이것이 국민에게 알려지는 것은 1944년 2월 이후의 일이다.
1943년(쇼와 18년) 5월 29일 애투섬 일본군수비대가 전멸한 무렵 대본영 발표로서 처음으로 '옥쇄'라는 표현이 사용되었다. 이것은 '전멸'이라는 단어가 국민에게 주는 동요를 조금이나마 가볍게 하여 "옥과 같이 깨끗이 깨져 흩어졌다"고 각인시키려는 의도에서였다. 아울러 보급로가 끊어진 수비대에 효과적인 원군이나 보급을 하지 못한 채 결과적으로 "죽게 내버려둔" 군 상층부에 대한 책임론을 회피시키려는 것이었다.

애투섬 옥쇄에서는 수비대 2,650명 중 29명이 포로가 되었다.
대본영 발표. 애투섬 수비부대는 5월 13일 이래 극히 곤란한 상황하에 과병(寡兵)은 용케도 우세한 적병에 대하여 혈전 계속한 가운데 5월 29일 밤 적주력 부대에 대하여 최후의 철퇴를 내려 황군의 신수(神髄)를 발휘코자 결심하여 전력을 다하여 장렬한 공격을 감행했노라. 이후 통신은 완전히 두절, 전원 옥쇄한 것으로 보인다. 상병자로서 공격에 참가할 수 없었던 자는 이에 솔선하여 모두 자결했노라.

### 후기
전국이 절망적으로 굴러가는 무렵에 군부는 '본토결전'을 주장하여 "일억옥쇄"니 "일억총특공"이니 "신주불멸" 등의 슬로건을 내걸었다. 또한 벌써 1941년(쇼와 16년)부터 "전진하라 일억의 불덩어리다" 따위 슬로건을 사용한 바 있었으나, 사실 여기서 일억은 당시 일본의 식민지였던 만주, 조선반도, 대만, 내남양 등 일본본토 이외의 지역 거주자(그 대부분은 조선인이나 대만인)을 포함하는 수효였지 일본 본토의 인구는 7,000만 명 정도였다.

1944년(쇼와 19년) 6월 24일 대본영 육군부 전쟁지도반은 기밀전쟁일지에서 다음과 같이 기술했다.
지금에 와서는 희망이 있는 전쟁정책은 수행 불가능하다. 남은 것은 일억옥쇄에 의해 적의 전쟁방기를 기다릴 뿐
 — 한도 가즈토시 〈성단 ―쇼와 천황과 스즈키 간타로―〉 PHP연구소 p269
1944년(쇼와 19년) 9월 오카다 게이스케는 "일억옥쇄하여 국체를 지키겠다는 결심과 각오로 국민의 사기를 고양하여, 그 결속을 굳건케 하는 이외에 방법이 없다"고 주장했다. 1945년(쇼와 20년) 1월 24일 고노에 후미마로는 "작금에 전국의 위급을 고함과 동시에 일억옥쇄를 외치는 소리가 점차로 늘어나고 있사옵니다. 이러한 주장을 하는 것은 소위 우익자이지마는 배후에서 이것을 선동하고 있는 것은 다름아닌, 그로써 국내를 혼란에 빠뜨려 급기야 혁명의 목적을 이루고자 하는 공산분자라고 의심하고 있사옵니다"라고 쇼와 천황에 경고했다(고노에 상주문 참조). 동년 4월 전함 야마토의 오키나와 출격 당시 군내의 최후통고에 "일억옥쇄에 앞장서 어엿한 죽음을 맞이하겠다"라는 표현이 사용되어 '해상특공' 또는 '수상특공'이라고 불렸다.

## 옥쇄를 주제로 한 작품
- 오다 마코토 - 《옥쇄》(玉砕, 신호사, 1988년)
- 후나사카 히로시 - 《옥쇄―암호전문으로 철한 팔라우의 사투》(玉砕―暗号電文で綴るパラオの死闘, 요미우리 신문사, 1968년)
- 후지타 쓰구하루 - 《애투섬 옥쇄》(アッツ島玉砕, 그림책(전쟁화), 1943년)
- 미즈키 시게루 - 《총원 옥쇄하라!》(総員玉砕せよ!, 자전적 장편만화, 강담사, 1973년)